# عنکبوت‌های زمینی

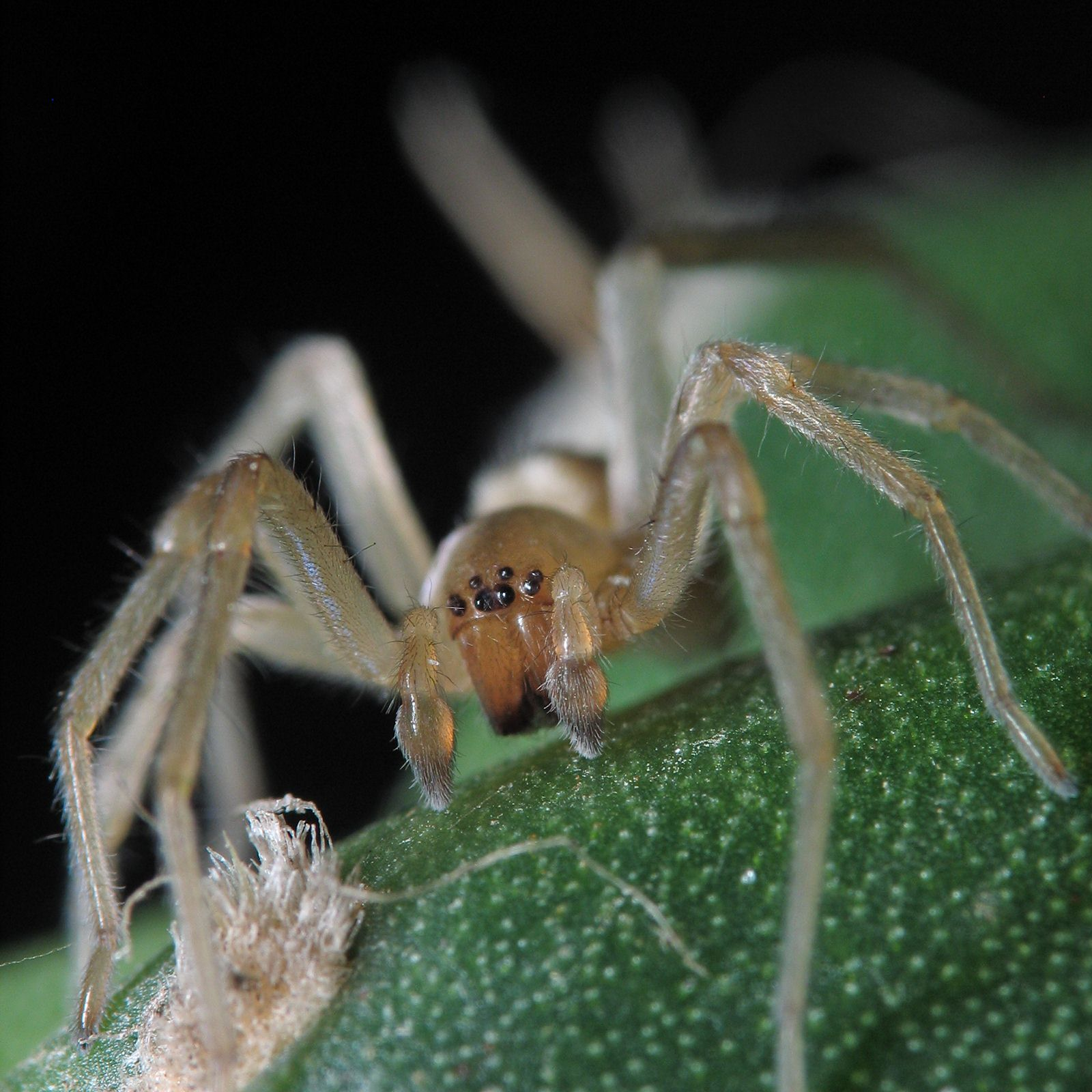
گونه‌ای ناشناس.

عنکبوت‌های زمینی (Gnaphosidae) نام خانواده‌ای از عنکبوت‌ها است.
این خانواده ۱۱۴ رده و حدود ۲ هزار گونه را دربر می‌گیرد.